# Matteo Sereni
Matteo Sereni (ur. 11 lutego 1975 w Parmie) – włoski piłkarz występujący na pozycji bramkarza.

## Kariera klubowa
Sereni karierę rozpoczynał w Sampdorii. Jeszcze przed debiutem w barwach tej drużyny został wypożyczony do A.C. Crevalcore. Po powrocie do Sampdorii, przez dwa lata rozegrał 9 spotkań w Serie A. W 1997 powędrował do pierwszoligowej − Piacenzy Calcio. Sezon 1998/99 również spędził w ekipie Serie A − Empoli FC, z którym jednak z ostatniego miejsca spadł do Serie B. W 1999, po zakończeniu wypożyczenia Sereni powrócił do spadkowicza z Serie A − Sampdorii. W ciągu dwóch sezonów na zapleczu ekstraklasy, rozegrał w niej 75 spotkań (na 76 możliwych). W 2001 roku uczestnik Pucharu UEFA − Ipswich Town zapłacił za niego siedem i pół miliona euro, co było największą kwotą wydaną na zawodnika w historii klubu. Pobyt w nowym klubie był dla niego nieudany, gdyż Blues zakończyli Puchar UEFA na trzeciej rundzie, a w Premier League zajęli 18. miejsce, w konsekwencji czego zostali relegowani do Football League Championship. Z tego powodu został wypożyczony do rodzimej Brescii Calcio.
W 2003 został kupiony przez S.S. Lazio. W 2004 zagrał w finale Pucharu Włoch przeciwko Juventusowi oraz w półfinale Pucharu Intertoto, z Olympique Marsylia.
W styczniu 2006 po raz piąty w swojej karierze powędrował na wypożyczenie. Tym razem został zawodnikiem Treviso, a w jego miejsce do Lazio przeszedł gracz Udinese Calcio Samir Handanovič. Po zakończeniu sezonu 2006/07 powrócił do Lazio, ale już w czerwcu 2007 odszedł do Torino FC, zastępując w bramce Christiana Abbiatiego. W barwach ekipy Granata występował przez 3 lata i był w tym czasie jej podstawowym graczem.
Latem 2010 Sereni przeszedł do Brescii Calcio.
| Sezon   | Klub         | Kraj   | Rozgrywki      | Mecze | Bramki |
| ------- | ------------ | ------ | -------------- | ----- | ------ |
| 1993/94 | UC Sampdoria | Włochy | Serie A        | 0     | 0      |
| 1994/95 | Crevalcore   | Włochy | Serie C1       | 0     | 0      |
| 1995/96 | UC Sampdoria | Włochy | Serie A        | 4     | 0      |
| 1996/97 | UC Sampdoria | Włochy | Serie A        | 6     | 0      |
| 1997/98 | Piacenza     | Włochy | Serie A        | 34    | 0      |
| 1998/99 | Empoli FC    | Włochy | Serie A        | 30    | 0      |
| 1999/00 | UC Sampdoria | Włochy | Serie A        | 37    | 0      |
| 2000/01 | UC Sampdoria | Włochy | Serie A        | 38    | 0      |
| 2001/02 | Ipswich      | Anglia | Premier League | 24    | 0      |
| 2002/03 | Brescia      | Włochy | Serie A        | 23    | 0      |
| 2003/04 | S.S. Lazio   | Włochy | Serie A        | 9     | 0      |
| 2004/05 | S.S. Lazio   | Włochy | Serie A        | 20    | 0      |
| 2005/06 | S.S. Lazio   | Włochy | Serie A        | 2     | 0      |
| 2005/06 | Treviso      | Włochy | Serie A        | 7     | 0      |
| 2006/07 | S.S. Lazio   | Włochy | Serie A        | 0     | 0      |
| 2007/08 | Torino FC    | Włochy | Serie A        | 32    | 0      |
| 2008/09 | Torino FC    | Włochy | Serie A        | 31    | 0      |
| 2009/10 | Torino FC    | Włochy | Serie B        | 35    | 0      |
| 2010/11 | Brescia      | Włochy | Serie B        | 16    | 0      |

## Kariera reprezentacyjna
W przeszłości Sereni grał w reprezentacji Włoch U-21, w której rozegrał trzy spotkania. Został także powołany do drużyny narodowej na Igrzyska Śródziemnomorskie, które odbyły się w 1997 roku.